# Ulrike Meyfarth
Ulrike Nasse-Meyfarth (Francoforte sul Meno, 4 maggio 1956) è un'ex altista tedesca, vincitrice per due volte della medaglia d'oro alle Olimpiadi, nel 1972 e nel 1984, fatto che la rese temporaneamente sia la più giovane sia la più anziana campionessa olimpica di salto in alto.

## Biografia
Nel 1971, ad appena 15 anni, si era già classificata seconda ai campionati nazionali della Germania Ovest, e l'anno seguente riuscì a qualificarsi per le Olimpiadi di Monaco di Baviera.
Ulrike Meyfarth era una delle poche saltatrici che avevano già adottato la nuova tecnica di salto in alto esibita per la prima volta da Dick Fosbury alle Olimpiadi di Città del Messico, appena quattro anni prima. Tuttavia, considerando la sua giovanissima età, non ci si aspettavano grandi risultati da lei (il suo primato personale era di 1,85 m). Ma, anche grazie al caldissimo incitamento del pubblico amico, riuscì a superarsi di ben 7 cm raggiungendo l'altezza di 1,92 m che le valse la medaglia d'oro ed il record mondiale uguagliato, diventando così, all'età di 16 anni e 123 giorni, la più giovane vincitrice di una medaglia d'oro olimpica nelle gare individuali di atletica leggera.
Dopo questa inattesa vittoria la sua carriera si arrestò, non riuscendo a migliorare il suo primato fino al 1978. Durante questo intervallo non colse risultati all'altezza della sua fama: solo un 7º e un 5º posto ai campionati europei del 1974 e del 1978; alle Olimpiadi di Montreal (1976) non riuscì a qualificarsi per la finale, e non partecipò a quelle di Mosca (1980) a causa del boicottaggio al quale la Germania Federale aveva aderito.
Il 1982 fu l'anno del grande ritorno di Ulrike Meyfarth sulla scena internazionale. Dapprima vinse i Campionati europei indoor, poi anche quelli all'aperto, stabilendo il nuovo record del mondo con 2.02 m. Nel 1983 giunse seconda alla prima edizione dei Campionati mondiali di Atletica leggera dopo un serrato duello con Tamara Bykova, che aveva battuto agli Europei l'anno prima. In una gara successiva, a Londra, sia Bykova che Meyfarth superarono i 2.03 m, di nuovo record del mondo.
Nel 1984 alle Olimpiadi di Los Angeles, assenti le saltatrici dei Paesi dell'Europa orientale (Bykova inclusa), Ulrike Meyfarth sconfisse la campionessa olimpionica in carica, l'italiana Sara Simeoni, saltando 2,02 m e aggiudicandosi il suo secondo titolo olimpico, a 12 anni di distanza dal primo. Questa volta, all'età di 28 anni, fu la più anziana vincitrice dell'oro olimpico nel salto in alto, primato che resistette soltanto sino all'edizione successiva, battuto dalla trentenne statunitense Louise Ritter.
Nel 1983 posò come modella per un nudo femminile artistico, opera in bronzo dello scultore Arno Breker che definì il suo corpo "una meraviglia della natura".

## Palmarès
| Anno | Manifestazione  | Sede        | Evento | Risultato | Prestazione | Note                  |
| ---- | --------------- | ----------- | ------ | --------- | ----------- | --------------------- |
| 1972 | Giochi olimpici | Monaco      | Alto   | Oro       | 1,92        | =                     |
| 1982 | Europei indoor  | Milano      | Alto   | Oro       | 1,99        | Record dei campionati |
| 1982 | Europei         | Atene       | Alto   | Oro       | 2,02        | Record mondiale       |
| 1983 | Mondiali        | Helsinki    | Alto   | Argento   | 1,99        |                       |
| 1984 | Giochi olimpici | Los Angeles | Alto   | Oro       | 2,02        | Record olimpico       |